# Dywizja Instrukcyjna

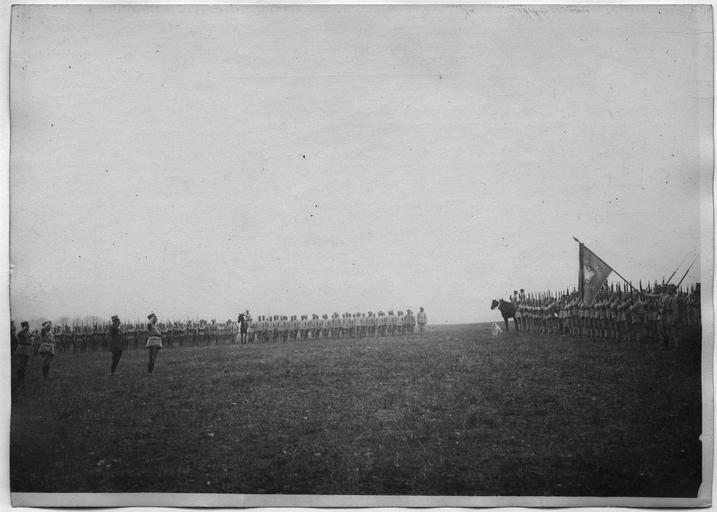

Dywizja Instrukcyjna – szkolna wielka jednostka Armii Polskiej we Francji.
Dywizja Instrukcyjna sformowana została w maju i czerwcu 1919, w rejonie Sens, we Francji, na bazie francuskiej 68 Dywizji Piechoty.
Od maja 1919 w składzie Frontu Mazowieckiego gen. Emmanuela Masseneta, jednego z frontów Frontu Przeciwniemieckiego.